# Helofiti
Helofiti (močvarne biljke, grčki: helo – močvara, grčki: fyton – biljka), životna su forma biljaka vezanih uz vodena staništa, pretežno moćvare i druge vode stajačice. Rastu uz potoke, rijeke, na obalama jezera, uz kanale za navodnjavanje poljoprivrednih površina, periodično poplavljenim područjima, i u stalno vlažnoj zemlji. Kod helofita u vodi su samo korijenje i najdonji djelovi izdanka biljke te se stabljike, listovi i cvatovi razvijaju iznad površine vode. Biljka je korijenom pričvršćenim za dno u vodi odakle uzimaj hranjive tvari.
Močvarne biljke kao što su trska, potočnica, lopoči, šaš i druge imaju važnu ulogu u održavanju ravnoteže i bioraznolikosti, tako što služe kao zaklon i dom vodenim pticama i kukcima. 
Neki helofiti mogu biti i hemikriptofiti, kao što su to Baldellia alpestris i Baldellia ranunculoides, red Alismatales kod jednosupnica i Catabrosa aquatica, kod dvosupnica.